# Кришпин-Киршенштейн, Ежи Иероним
Е́жи Иерони́м Кри́шпин-Киршенште́йн (пол. Jerzy Hieronim Kryszpin-Kirszensztein, ок. 1673—1736) — литовский государственный и военный деятель, гетман польный литовский (1710—1711), писарь польный литовский и региментарь генеральный войск литовских с 1704 года, кастелян жематийский, генерал-лейтенант войска литовского иноземного авторамента с 1722 года, староста оршанский с 1701 года.

## Биография
Сын подчашего великого литовского и каштеляна трокского Мартина Михаила Кришпин-Киршенштейна (ум. 1700) и Яны Володкович. В 1694 году поступил в Падуанский университет. Во времена Северной войны был одним из командиров отрядов литовского войска, под общим командованием гетмана великого литовского Михаила Серваций Вишневецкого. В 1707 году оставил лагерь сторонников Августа Сильного и перешёл на сторону Станислава Лещинского, за что от последнего получил должность подчашего великого коронного.
После Полтавской битвы бежал в Пруссию, где Станислав Лещинский присвоил ему титул гетмана великого литовского. Этот титул он утратил уже в 1711 году, когда в Пруссию прибыл гетман Михаил Вишневецкий. 4 сентября 1711 года вместе с отрядами Вишневецкого принял участие в неудачном набеге на литовские земли. С марта 1713 года был вместе с Лещинским в Бендерах, где организовал нападение на турецко-татарские земли. Поступил на службу к королю Швеции Карлу XII с годовым окладом в 6 тысяч талеров.
В 1714 году принимал участие во вторжении Михаила Сервация Вишневецкого в Речь Посполитую. В том же году поселился во Вроцлаве. Поступил на службу королевичу Константину Собескому. В 1718 году выехал в Париж. В 1721 году при поддержке российского императора Петра I получил амнистию и вернулся на родину. В 1722 году стал делегатом вального сейма.